# Nick Sterling
Nicholas James Sterling, (* 18. července 1990, Mesa, Arizona, Spojené státy americké) je americký hudebník, kytarista a skladatel. Na kytaru se začal učit ve věku 7 let. V 10 letech vydal první album. V té době také vystoupil s Alice Cooperem v Silvestrovském koncertu. V roce 2005 vydal své druhé album s názvem Life Goes On. Na albu si nahrál všechny nástroje, dělal vokály a nahrál obě alba. Jeho třetí album Invisible byl vydáno v roce 2010. Během kariéry hrál se slavnými rockovými muzikanty a skupinami jako jsou Aerosmith, Kid Rock, Cheap Trick, Cinderella, Steve Vai, Joe Satriani, Eric Johnson, Gary Hoey, Peter Frampton, Gavin DeGraw, Bachman–Turner Overdrive, Jackyl, Sebastian Bach, a Guns N' Roses. Od roku 2008 byl fejetonista pro Modern guitar magazine.

## Kariéra

### Doprovodná kapela Sebastiana Bacha
Dne 12. října 2009 ho angažoval do své skupiny jako kytaristu Sebastian Bach. U Bacha poprvé hrál 12. prosince v Helsinkách, kde hráli, jako předkapela Alice Coopera. Dne 13. srpna 2012, byl vyhozen od Bacha po neshodách v otázce finanční odměny. Bach byl neoblomný. Nakonec Bach uvedl v rozhlasovém rozhovoru, že Sterling byl vyhozen z osobních důvodů, kvůli údajnému pití alkoholu před koncertem.

### Působení v revivalových skupinách.
V září 2012 se připojil k Led Zeppelin Tribute bandu - Song Remains The Same, kde se přidal k zpěvákovi Anthony Bianchimu , Harrisonu Walterovi (lead guitar), Fil Lopezovi (drums) a Nickovi Marshallovi (bass guitar) a kde hraje na klávesové nástroje, kytaru a mandolinu. Po odchodu Harisona Waltera do Seattlu, převzal roli sólového kytaristy. Rovněž v Phoenixské kapele, jež se snaží být nejlepší poctou Bad Company a Paulu Rodgersovi - Soul on Fire, hraje na kytaru, klávesy a zpívá spolu se zpěvákem Bradem Thomasem, kytaristou a vokalistou Gregem Bronsonem, baskytaristou a vokalistou Mitchem Northonem a bubeníkem Chuckem Kiddem. Činnost v této skupině ukončil v roce 2015.

### Sara Robinson & The Midnight Special
V červenci 2014 nahradil v arizonské skupině Sara Robinson & The Midnight Special, hrající blues rock, kytaristu a skladatele Brandona Crofta, se kterým se skupina v nedobrém rozešla 13. července 2014. Skupina nyní hraje v sestavě Sara Robinson - Vox, Nick Sterling - Guitar, Scott Sievers - Drums a Brenden McBride - Bass. Čtyřčlenná skupina čerpá vlivy z rock 'n' roll, blues, soulu a funku 60.-70. let. Skupina ještě s kytaristou Brandonem Croftem vydala CD "Sara Robinson & The Midnight Special." Skupina měla značný ohlas hlavně v Arizoně, Kalifornii, Las Vegas a na Havaji.

### Wyves
Skupina Wyves vznikla na začátku roku 2015 v sestavě Nick Sterling - kytara, zpěv, Corey Gloden známý jako frontman skupiny Strange Young Things a autor a kytarista v Arizoně oblíbených Dry River Yacht Club - zpěv, kytara a bývalí Sterlingovi spoluhráči ze skupiny Sara Robinson & Midnight Special: Brenden McBride - bass a bubeník Evan Knisely. Skupina měla brzy dobré ohlasy v časopisech Phoenix New Times a Java Magazine. Jak píše Java Magazine, skupina vychází vstříct fanouškovi opravdového rock'n'rollu, žádné indie, alternative, nebo snad punk. Skupina sama svou hudbu označuje jako classic/progresive rock.
A kromě koncertů v domovském Phoenixu skupina vystoupila na McDowell Mountain Music Festival 2016 a jako hlavní hvězdy na Apache Lake Music Festival 2015.
Dne 5. února 2016 vydala skupina debutové album "Spoils Of War," se singlem a videoklipem (Yellowbox Films) Puppycat. Java Magazine jej označuje a jedno z nejlepších rockových alb poslední doby a konstatuje, že Sterlingova sóla sama o sobě stojí za vstupné. Při křtu desky skupina během několika dnů vyprodala Crescent Ballroom v Phoenixu. V současné době skupina úspěšně koncertuje po celém západě USA.

## Dílo

### Sólová alba
- Ten (2000) (Desert Dog)
- Life Goes On... (2005) (Desert Dog)
- Invisible (2010) (Desert Dog)

### Alba se Sebastianem Bachem
- Kicking & Screaming (2011) (Frontier Records)

### Alba s Wyves
- Spoils Of War (2016)